# クーロ・ロメロ

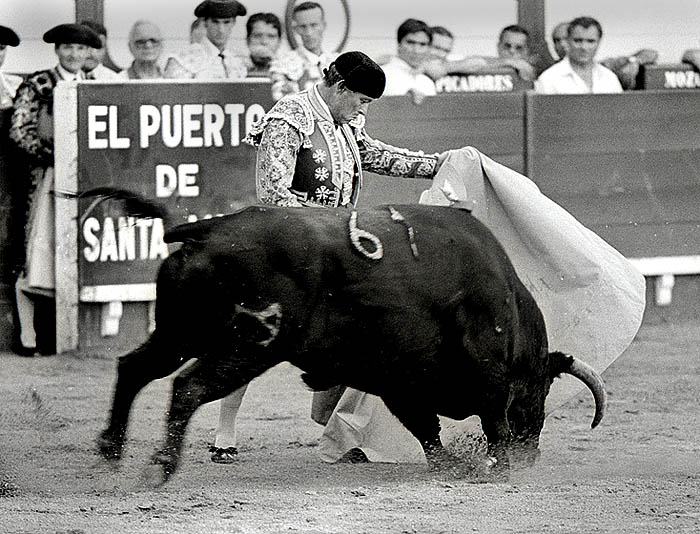
クーロ・ロメロ

クーロ・ロメロ（スペイン語: Curro Romero、1933年12月1日 - ）ことフランシスコ・ロメロ・ロペス（スペイン語: Francisco Romero Lópezは、スペインの闘牛士。アンダルシア州セビリア県カマス出身で「カマスのファラオ」(エル・ファラオン・デ・カマス、スペイン語: El Faraón de Camas)の異名を取った。
2001年にセビリアのマエストランサ闘牛場前に彫刻家セバスティアン・サントス・カレロ作の銅像が建てられている。